# EAAT2
EAAT2（excitatory amino acid transporter 2）、SLC1A2（solute carrier family 1 member 2）またはGLT-1（glutamate transporter 1）は、ヒトではSLC1A2遺伝子にコードされるタンパク質である。SLC1A2遺伝子には選択的スプライシングによるバリアントが記載されている。

## 機能
EAAT2（SLC1A2）は、SLCファミリーのタンパク質である。EAAT2は、中枢神経系のシナプスの細胞外空間から興奮性神経伝達物質であるグルタミン酸を除去する主要なトランスポーターである。グルタミン酸の除去は、シナプスを正しく活性化し、そしてグルタミン酸受容体の過剰な活性化による神経損傷を防止するために必要である。EAAT2は、脳内のグルタミン酸再取り込みの90%以上を担っている。

## 臨床的意義
EAAT2の変異や発現低下は、筋萎縮性側索硬化症（ALS）と関係している。ALSの治療薬として承認されているリルゾールは、EAAT2をアップレギュレーションする。
抗生物質セフトリアキソンはEAAT2の発現を誘導/亢進し、グルタミン酸活性の低下をもたらすことが示されている。セフトリアキソンはオピエートやその他の乱用薬物への耐性の獲得や発現を低下させることが示されている。EAAT2は薬物依存や耐性に重要な役割を果たしている可能性がある。
EAAT2のアップレギュレーションは、プレパルスインヒビションの機能不全を引き起こす。この過程は、統合失調症やその動物モデルで欠陥がみられる感覚ゲート機構である。一部の抗精神病薬は、EAAT2の発現を低下させることが示されている。

## 相互作用
SLC1A2はJUBと相互作用することが示されている。

## 薬剤標的として
EAAT2は中枢神経系に最も豊富に存在するグルタミントランスポーターであり、グルタミン酸による神経伝達の調節に重要な役割を果たしている。EAAT2の機能不全は、外傷性脳損傷、脳卒中、筋萎縮性側索硬化症（ALS）、アルツハイマー病などさまざまな病理と関係している。そのため、EAAT2の機能の活性化因子や発現の亢進因子はこうした疾患に対する治療となる可能性がある。セフトリアキソンやLDN/OSU-0212320などのEAAT2の翻訳活性化剤が大きな保護効果をもたらすことがALSやてんかんの動物モデルで記載されている。さらに、EAAT2の薬理的活性化剤も長年探索が続けられており、神経保護剤として発現活性化剤よりも優れたツールとなる可能性がある。
DL-TBOA（DL-threo-β-benzyloxyaspartic acid）、WAY-213,613、ジヒドロカイニン酸はEAAT2の阻害剤であることが知られており、興奮毒としてきのうする。これらは新たな神経剤となると考えられており、コリンエステラーゼに対するサリンの作用と同じような形で、グルタミン酸の輸送を阻害することでその濃度を有害なレベルにまで高める。こうした物質による中毒に対する解毒剤の効果に関する正式な試験は行われておらず、医療用に利用可能な状態ではない。
特定の薬物（コカイン、ヘロイン、アルコール、ニコチンなど）に対する依存性は、側坐核におけるEAAT2発現の持続的な低下と相関している。この領域でのEAAT2の発現低下は薬物探索行動との関係が示唆されている。特に、薬物依存患者の側坐核におけるグルタミン酸神経伝達の長期的な調節不全は、依存性薬物や薬物連想刺激への再曝露後の再発に対する脆弱性の高さと関係している。N-アセチルシステインなど、側坐核におけるEAAT2の発現の正常化を助ける薬剤は、コカイン、ニコチン、アルコールやその他の薬物に対する依存症治療のための補助療法としての利用が提唱されている。

## 関連文献
- “Effects of human immunodeficiency virus type 1 on astrocyte gene expression and function: potential role in neuropathogenesis”. J. Neurovirol.. 10 10 Suppl 1:  25–32. (2004). doi:10.1080/jnv.10.s1.25.32. PMID 14982736.
- “Functional comparisons of three glutamate transporter subtypes cloned from human motor cortex”. J. Neurosci. 14 (9):  5559–69. (1994). doi:10.1523/jneurosci.14-09-05559.1994. PMC 6577102. PMID 7521911.
- “Cloning and characterization of a glutamate transporter cDNA from human brain and pancreas”. Biochim. Biophys. Acta 1195 (1):  185–8. (1994). doi:10.1016/0005-2736(94)90026-4. PMID 7522567.
- “Assignment of the gene SLC1A2 coding for the human glutamate transporter EAAT2 to human chromosome 11 bands p13-p12”. Cytogenet. Cell Genet. 71 (3):  212–3. (1995). doi:10.1159/000134111. PMID 7587378.
- “Molecular cloning of human brain glutamate/aspartate transporter II”. Biochim. Biophys. Acta 1191 (2):  393–6. (1994). doi:10.1016/0005-2736(94)90192-9. PMID 8172925.
- “A "double adaptor" method for improved shotgun library construction”. Anal. Biochem. 236 (1):  107–13. (1996). doi:10.1006/abio.1996.0138. PMID 8619474.
- “Large-scale concatenation cDNA sequencing”. Genome Res. 7 (4):  353–8. (1997). doi:10.1101/gr.7.4.353. PMC 139146. PMID 9110174.
- “Expression of the glial glutamate transporter EAAT2 in the human CNS: an immunohistochemical study”. Brain Res. Mol. Brain Res. 52 (1):  17–31. (1997). doi:10.1016/S0169-328X(97)00233-7. PMID 9450673.
- “DL-threo-beta-benzyloxyaspartate, a potent blocker of excitatory amino acid transporters”. Mol. Pharmacol. 53 (2):  195–201. (1998). doi:10.1124/mol.53.2.195. PMID 9463476.
- “Aberrant RNA processing in a neurodegenerative disease: the cause for absent EAAT2, a glutamate transporter, in amyotrophic lateral sclerosis”. Neuron 20 (3):  589–602. (1998). doi:10.1016/S0896-6273(00)80997-6. PMID 9539131.
- “Mutations in the glutamate transporter EAAT2 gene do not cause abnormal EAAT2 transcripts in amyotrophic lateral sclerosis”. Ann. Neurol. 43 (5):  645–53. (1998). doi:10.1002/ana.410430514. PMID 9585360.
- “Amyotrophic lateral sclerosis-linked glutamate transporter mutant has impaired glutamate clearance capacity”. J. Biol. Chem. 276 (1):  576–82. (2001). doi:10.1074/jbc.M003779200. PMID 11031254.
- “Differential RNA cleavage and polyadenylation of the glutamate transporter EAAT2 in the human brain”. Brain Res. Mol. Brain Res. 80 (2):  244–51. (2000). doi:10.1016/S0169-328X(00)00139-X. PMID 11038258.
- “Glutamate transporter EAAT2 splice variants occur not only in ALS, but also in AD and controls”. Neurology 55 (8):  1082–8. (2000). doi:10.1212/wnl.55.8.1082. PMID 11071482.
- “Intron 7 retention and exon 9 skipping EAAT2 mRNA variants are not associated with amyotrophic lateral sclerosis”. Ann. Neurol. 49 (5):  643–9. (2001). doi:10.1002/ana.1029. PMID 11357955.
- “Role of glutamate transporters in the regulation of glutathione levels in human macrophages”. Am. J. Physiol., Cell Physiol. 281 (6):  C1964-70. (2001). doi:10.1152/ajpcell.2001.281.6.C1964. PMID 11698255.
- “Role of glial glutamate transporters in the facilitatory action of FK960 on hippocampal neurotransmission”. Brain Res. Mol. Brain Res. 97 (1):  7–12. (2001). doi:10.1016/S0169-328X(01)00304-7. PMID 11744157.
- “Benzodiazepines differently modulate EAAT1/GLAST and EAAT2/GLT1 glutamate transporters expressed in CHO cells”. Neurochem. Int. 40 (4):  321–6. (2002). doi:10.1016/S0197-0186(01)00087-0. PMID 11792462.
- “The amino terminus of the glial glutamate transporter GLT-1 interacts with the LIM protein Ajuba”. Mol. Cell. Neurosci. 19 (2):  152–64. (2002). doi:10.1006/mcne.2001.1066. PMID 11860269.
- “Distribution of two splice variants of the glutamate transporter GLT1 in the retinas of humans, monkeys, rabbits, rats, cats, and chickens”. J. Comp. Neurol. 445 (1):  1–12. (2002). doi:10.1002/cne.10095. PMID 11891650.